# Pignan
Pignan är en kommun i departementet Hérault i regionen Occitanien i södra Frankrike. Kommunen ligger i kantonen Pignan som tillhör arrondissementet Montpellier. År 2022 hade Pignan 8 326 invånare.

## Befolkningsutveckling
Antalet invånare i kommunen Pignan
Referens:INSEE